# Skjern
Skjern és una ciutat danesa de l'est de la península de Jutlàndia, comparteix amb Ringkøbing la capitalitat del municipi de Ringkøbing-Skjern que forma part de la regió de Midtjylland, ambdós creats l'1 de gener del 2007 com a part d'una reforma territorial. El nom de la ciutat prové del riu Skjern que passa al sud, a mig camí de la veïna vila de Tarm.
Sobre el riu hi ha el pont del rei Joan (Kong Hans bro), la llegenda explica que el rei Joan de Dinamarca es va ofegar al riu Skjern. Tanmateix la veritat és que va morir a causa d'una pneumònia causada per l'aigua freda.
A més del riu Skjern, la ciutat és especialment coneguda pel seu equip d'handbol, el Skjern Håndbold, que juga a la principal lliga del país i va guanyar la competició en la temporada 1998/1999.